# Fichtelgebergte
Het Fichtelgebergte (Duits: Fichtelgebirge, Tsjechisch: Smrčiny) is een middelgebergte in het noordoosten van de Duitse deelstaat Beieren en voor een klein gedeelte in het noordwesten van Tsjechië. De hoogste top is de 1053 m hoge Schneeberg. In het gebergte bevindt zich het Naturpark Fichtelgebirge, een natuurgebied van 1020 km².
Het gebergte vormt een belangrijke waterscheiding: bij de Schneeberg ontspringen de Witte Main en de Eger, die respectievelijk uitmonden in de Rijn en de Elbe, terwijl elders in het gebergte de Saksische Saale en de Haidenaab hun bron hebben en respectievelijk uitmonden in de Elbe en de Donau.
Het meest voorkomende gesteente in het gebergte is graniet. Het gebergte is rijk aan ertsen: vooral tin en ijzer, maar ook goud en zilver.
De streek is bekend om zijn porseleinindustrie. Dat geldt in het bijzonder voor het stadje Selb, waar sinds 1857 porselein wordt vervaardigd en dat in 1900 twintig porseleinfabrieken telde.